# 北海道空襲
北海道空襲（ほっかいどうくうしゅう）は、第二次世界大戦（太平洋戦争、大東亜戦争）末期の1945年7月14日から15日にかけて、アメリカ海軍空母機動部隊の艦載機が、北海道および本州北部各地で行った空襲の総称。

## 概要
太平洋戦争末期、日本海軍は制海権を失い、日本列島沿岸部にまでアメリカ海軍艦艇の接近を許す状態となった。1945年（昭和20年）7月1日フィリピンのレイテ湾を出港したアメリカ海軍の第38任務部隊は、7月10日に関東地区を攻撃した後さらに北上、7月13日に青森県尻屋岬沖に到着。東北北部、津軽海峡・北海道南部、北海北部地域の3つのグループに分かれ、北海道南部から登別市沖合へと展開。エセックス級正規空母やインディペンデンス級軽空母を含む13隻の航空母艦から延べ3,000機以上もの艦上機を発進させ、留萌市以南の北海道および本州北部の主要都市に無差別爆撃及び機銃掃射を行った。船舶に対しては雷撃も行われた。国や北海道庁による公的な被害調査は行われていない。
特に軍需産業の生産地であった室蘭市、釧路市、根室市への空襲は大規模だった。
なお本州以南の日本本土に多く飛来した戦略爆撃機B-29は、基地であるサイパン島や硫黄島からでは北海道が航続距離の面で往復が厳しかったが、1945年5月末から飛来が度々目撃され、伝単や照明弾を投下していった。

## 被害

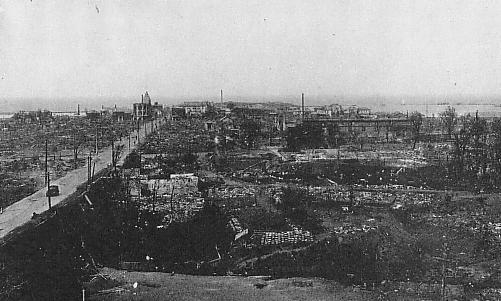
空襲直後の根室市

出撃当日北海道地方は雲が掛かり視界が悪く、ほとんどが本来の攻撃目標に到達できず、根室市や釧路市といった沿岸の都市を除けば各機独自の判断で手当たり次第に攻撃を加えている。
特に被害の大きかった都市は次の3市である。
- 室蘭艦砲射撃（室蘭市街地　被災世帯1,941世帯、被災人員8,227人、死者436人、重軽傷者49人　軍人含まず）
- 釧路空襲（釧路市街地　焼失倒壊家屋1,618戸、罹災者6,211人、死者183人、負傷者273人）7月14日 - 15日にかけて艦載機141機による8波による大規模な空襲のこと。鉄道工場、造船所、製紙工場、橋梁が主な攻撃目標で被害は全市街地に渡った。釧路港内外の船舶も攻撃を受け死者行方不明者28名・負傷8名。
- 根室空襲（根室市街地　焼失倒壊家屋2,457戸、死者369人）[注釈 1]

函館市（函館空襲）、小樽市（小樽空襲）、帯広市、旭川市や戦略上全く意味のない農村部も攻撃され、一般市民を中心に死者2,000人を超える被害を出した（関連資料によっては2916人）。
また、この空襲を通じて千島列島から北海道、北海道から本州を結ぶ航路の船舶も攻撃対象となり、多くの船が撃沈または大破の被害を受け、ほとんどの航路が機能を失った。大動脈である青函連絡船も全連絡船12隻が被害を受け（8隻沈没、2隻大破炎上、2隻航行不能、352人死亡）、壊滅状態となった。
一方、北海道庁の所在地である札幌市は空襲はあったものの死者は丘珠の農家の男性1人のみで、被害はほぼ皆無だったという。京都市、新潟市、金沢市と並んで空襲をほぼ免れた大都市であり、現在は人口で東京、横浜市、大阪市、名古屋市に次ぐ国内第5の大都市であるにもかかわらず、珍しく多くの犠牲者を出さなかった都市でもある。

## 攻撃に参加したアメリカ海軍の主な艦艇
- アイオワ級戦艦
  - アイオワ - 第七艦隊所属。室蘭艦砲射撃[1]
  - ウィスコンシン - 第九艦隊所属。室蘭艦砲射撃[1]
  - ミズーリ - 第3艦隊所属。室蘭艦砲射撃[1]
- クリーブランド級軽巡洋艦
  - アトランタ (USS Atlanta, CL-104)  - 第3艦隊所属。
  - デイトン - 第3艦隊所属。室蘭艦砲射撃[1]
- エセックス級航空母艦 - 大型空母[8]
  - エセックス - 函館空襲[8]
  - レキシントン
  - ランドルフ - 函館空襲[8]
- インディペンデンス級航空母艦 - 軽空母[8]
  - インディペンデンス
  - モンテレー - 函館空襲[8]
  - バターン - 函館空襲[8]

## 慰霊
函館空襲
慰霊碑は「第二次世界大戰 函館空襲戰災跡地 戰災者慰靈碑」と「第二次世界大戰 函館空襲戰災跡地 戰災者慰靈碑」で、どちらも函館市船見町の称名寺にある（2010年<平成22年>11月発行「平成22年度　全国戦災史実調査報告書」）。慰霊祭も函館空襲を記録する会の主催で開かれている。